# USS West Virginia (BB-48)
El USS West Virginia (BB-48) fue un acorazado de la Armada de los Estados Unidos construido en los astilleros Newport News Shipbuilding de Virginia. Su quilla, fue puesta en grada el 12 de abril de 1920, botándose el 17 de noviembre de 1921, para ser entregado el 1 de diciembre de 1923.

## Segunda Guerra Mundial

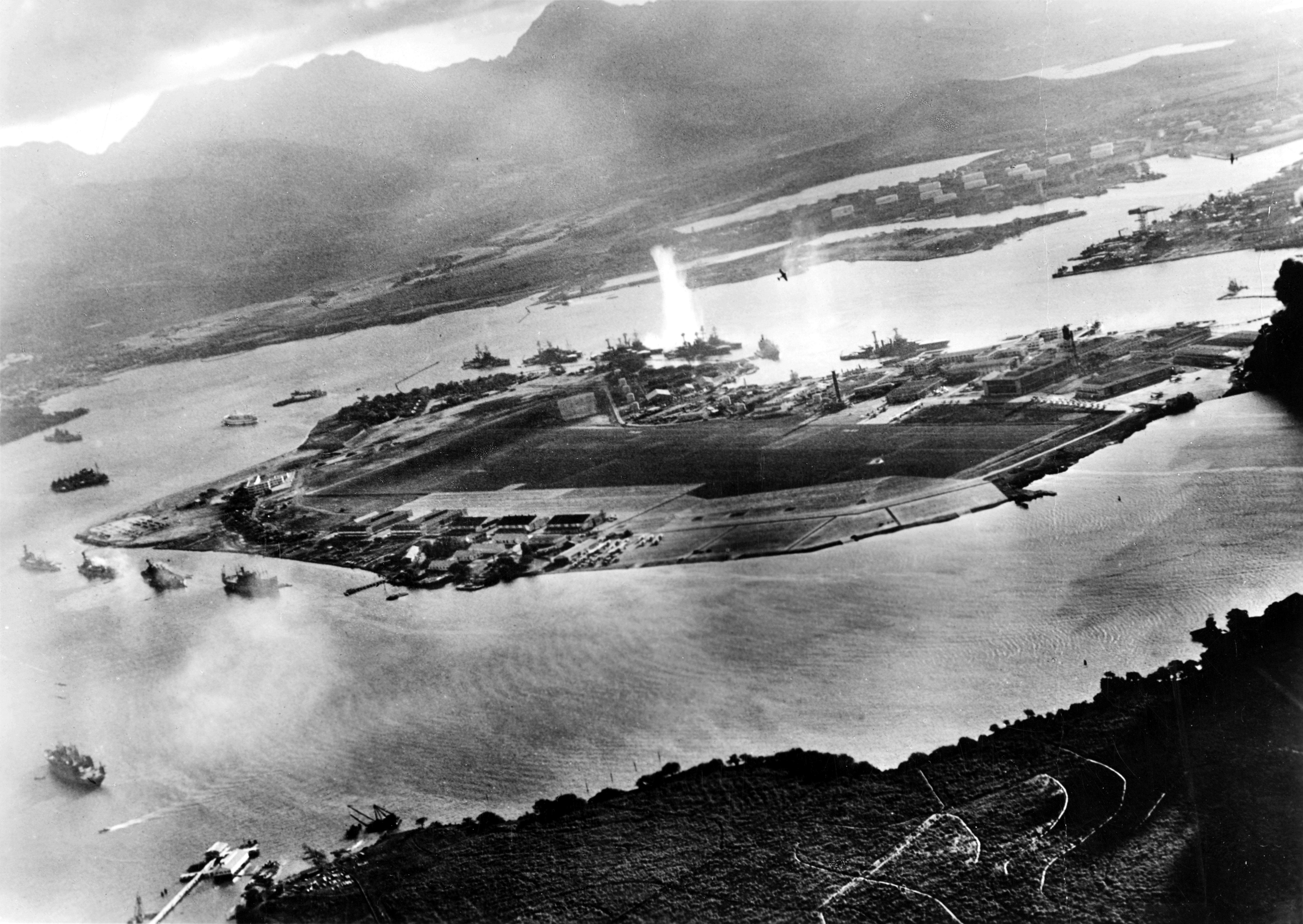
Fotografía de Pearl Harbor tomada desde un avión japonés al comienzo del ataque a Pearl Harbor. Se ve la explosión de un torpedo en el West Virginia.

El USS West Virginia estaba amarrado en Battleship Row en la mañana del 7 de diciembre de 1941 cuando Japón atacó Pearl Harbor, ataque que llevó a los Estados Unidos a la Segunda Guerra Mundial. Muy dañado por los torpedos, el barco se hundió en aguas poco profundas, pero luego fue reflotado y ampliamente reconstruido a lo largo de 1943 y hasta mediados de 1944. Regresó al servicio a tiempo para la Campaña de Filipinas, donde dirigió la línea de batalla estadounidense en la Batalla del estrecho de Surigao en la noche del 24 al 25 de octubre. Allí, fue uno de los pocos acorazados estadounidenses que usó su radar para fijar un objetivo en la oscuridad, lo que le permitió enfrentarse a un escuadrón japonés en lo que fue la última batalla entre los acorazados en la historia naval.
Después del Estrecho de Surigao, el barco permaneció en Filipinas para apoyar a las tropas que luchaban durante la Batalla de Leyte en 1944 y luego apoyó la invasión del Golfo de Lingayen a principios de 1945. El barco también participó en las Batalla de Iwo Jima y la Batalla de Okinawa más tarde ese año, proporcionando un amplio apoyo de fuego a las fuerzas terrestres que invaden esas islas. Durante la última operación, fue golpeada por un kamikaze que le hizo poco daño. Tras la rendición de Japón, USS West Virginia participó en la ocupación inicial y posteriormente participó en la Operación alfombra mágica, llevando soldados y marineros desde Hawái a Estados Unidos continental antes de ser desactivado en 1946. 
El USS West Virginia recibió cinco estrellas de batalla por su participación durante la Segunda Guerra Mundial.

## Posguerra
Fue puesto fuera de servicio en 1947 y asignado a la Flota de la Reserva del Pacífico, donde permaneció hasta 1959, cuando fue vendido a desguace y desmantelado.